# Waterbury (Connecticut)
Waterbury es una ciudad del oeste de Connecticut, en Estados Unidos. Está ubicada en las cercanías del río Naugatuck, y se fundó en 1674 como la plantación Mattatuc, en ese entonces parte de Farmington, que después sería incorporada en 1686 como la localidad de Waterbury.
La ciudad de Waterbury, fundada en 1853, se convirtió durante el siglo XIX en el mayor productor de derivados del bronce de Estados Unidos y aloja fábricas de relojes y de productos químicos. 
Es el centro financiero y comercial del oeste de Connecticut, contando con una población de 108,000 habitantes (2005), siendo la quinta ciudad más poblada de este estado.

## Geografía

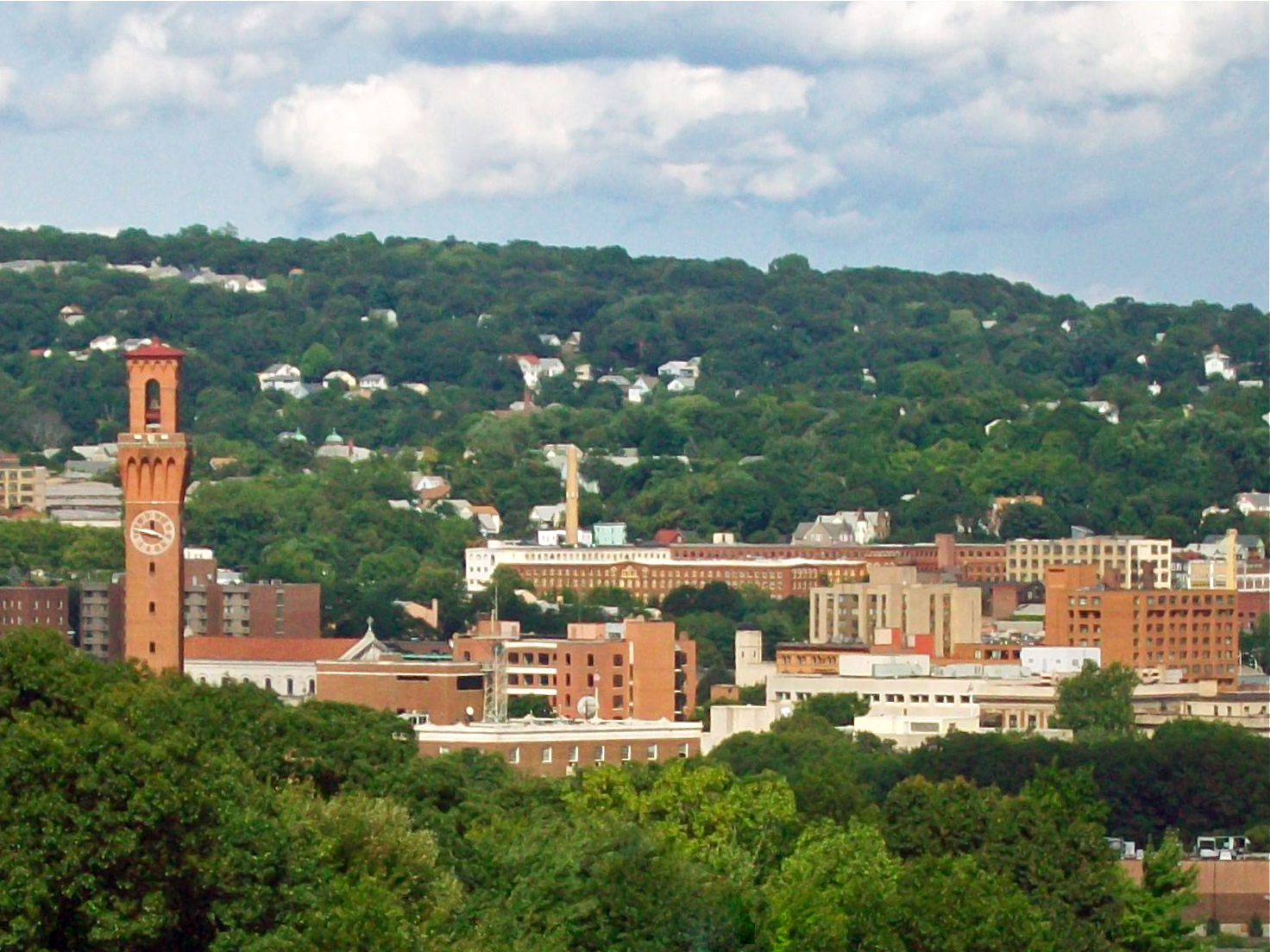
Waterbury.

Waterbury se encuentra ubicada en las coordenadas 41°33′30″N 73°3′45.47″O / 41.55833, -73.0626306.

## Demografía
Según la Oficina del Censo en 2000 los ingresos medios por hogar en la localidad eran de 34 285 $ y los ingresos medios por familia eran $42,300. Los hombres tenían unos ingresos medios de 35 486 $ frente a los 27 428 $ para las mujeres. La renta per cápita para la localidad era de 17 701 $. Alrededor del 16 % de la población estaban por debajo del umbral de pobreza.

## Hijos ilustres
- Rosalind Russell (1907-1976), actriz.
- Harry Daghlian (1921-1945) físico que se irradió accidentalmente en el Laboratorio Nacional de Los Álamos (Nuevo México) el 21 de agosto de 1945, durante un experimento de masa crítica, y falleció 25 días después por envenenamiento.